# RuPaul's Drag Race Down Under (prima edizione)
La prima edizione di RuPaul's Drag Race Down Under è andata in onda in Australia e Nuova Zelanda dal 1º maggio al 19 giugno 2021 sulla piattaforma streaming australiana Stan e sull'emittente televisiva neozelandese TVNZ OnDemand.
Il 6 marzo 2021 durante il Sydney Gay and Lesbian Mardi Gras, vengono annunciate le dieci concorrenti, provenienti da tutta l'Australia e Nuova Zelanda, per essere incoronate le prime Down Under's Next Drag Superstar.
Kita Mean, vincitrice dell'edizione, ha guadagnato come premio 30000 A$, una fornitura di cosmetici della Revolution Beauty London cosmetics e una corona di Fierce Drag Jewels.
Anita Wigl'it prenderà parte alla prima edizione di Canada's Drag Race: Canada vs the World.

## Concorrenti
Le dieci concorrenti che presero parte al reality show furono:
| Concorrente        | Vero nome          | Età | Città                    | Posizionamento |
| ------------------ | ------------------ | --- | ------------------------ | -------------- |
| Kita Mean          | Nick Nash          | 34  | Auckland – Nuova Zelanda | Vincitrice     |
| Art Simone         | Jack Daye          | 28  | Melbourne – Australia    | Finaliste      |
| Karen From Finance | Richard Chadwick   | 32  | Melbourne – Australia    | Finaliste      |
| Scarlet Adams      | Anthony Price      | 27  | Perth – Australia        | Finaliste      |
| Elektra Shock      | James Luck         | 28  | Auckland – Nuova Zelanda | 5º posto       |
| Maxi Shield        | Kris Elliot        | 46  | Sydney – Australia       | 6º posto       |
| Etcetera Etcetera  | Oliver Levi-Malouf | 22  | Sydney – Australia       | 7º posto       |
| Anita Wigl'it      | Nick Kennedy-Hall  | 31  | Auckland – Nuova Zelanda | 8º posto       |
| Coco Jumbo         | Luke Vito          | 29  | Sydney – Australia       | 9º posto       |
| Jojo Zaho          | John Ridgeway      | 30  | Newcastle – Australia    | 10º posto      |

## Tabella eliminazioni
| Ordine | Episodi  | Episodi  | Episodi  | Episodi  | Episodi  | Episodi | Episodi | Episodi            |
| Ordine | 1        | 2        | 3        | 4        | 5        | 6       | 7       | 8                  |
| ------ | -------- | -------- | -------- | -------- | -------- | ------- | ------- | ------------------ |
| 1      | Karen    | Anita    | Scarlet  | Scarlet  | Elektra  | Kita    | Scarlet | Kita Mean          |
| 2      | Art      | Etcetera | Anita    | Art      | Kita     | Karen   | Karen   | Art Simone         |
| 3      | Scarlet  | Kita     | Kita     | Maxi     | Art      | Art     | Art     | Karen From Finance |
| 4      | Maxi     | Elektra  | Karen    | Kita     | Scarlet  | Elektra | Kita    | Scarlet Adams      |
| 5      | Etcetera | Karen    | Etcetera | Elektra  | Karen    | Scarlet | Elektra |                    |
| 6      | Anita    | Scarlet  | Maxi     | Etcetera | Maxi     | Maxi    |         |                    |
| 7      | Kita     | Maxi     | Elektra  | Karen    | Etcetera |         |         |                    |
| 8      | Coco     | Coco     | Coco     | Anita    |          |         |         |                    |
| 9      | Elektra  | Art      |          |          |          |         |         |                    |
| 10     | Jojo     |          |          |          |          |         |         |                    |

Legenda:
     La concorrente ha vinto la gara
      La concorrente è arrivata in finale ma non ha vinto la gara
     La concorrente è arrivata in finale, ma è stato eliminata
     La concorrente ha vinto la puntata
     La concorrente figura tra le prime ma non ha vinto la puntata
     La concorrente è salva e accede alla puntata successiva (l'ordine di chiamata è casuale)
     La concorrente figura tra le ultime ma non ed è a rischio eliminazione
     La concorrente figura tra le ultime due ed è a rischio eliminazione
     La concorrente è stata eliminata, ma poi riammessa in una puntata successiva
     La concorrente è stato eliminata

## Giudici
- RuPaul
- Michelle Visage
- Rhys Nicholson

### Giudici ospiti
- Elz Carrad
- Rena Owen

## Special Guest
In quest'edizione ci sono stati dei cameo celebrities, molti di quali concorrenti nelle passate edizioni di RuPaul's Drag Race, che però non sono stati giudici durante la puntata:
- Taika Waititi
- Kylie Minogue
- Dannii Minogue
- Leland
- Troye Sivan
- Suzanne Paul
- Aunty Donna
- Raven
- The Veronicas
- Olivia Newton-John
- Chloe Lattanzi
- Lance Savali

## Riassunto episodi

### Episodio 1 -G'day, G'day, G'day!
Il primo episodio della prima edizione oceanica si apre con le concorrenti che entrano nell'atelier. La prima a entrare è Art Simone, l'ultima è Karen From Finance. RuPaul fa il suo ingresso annunciando l'inizio di una nuova edizione e dando il benvenuto alle concorrenti.
- La mini sfida: le concorrenti prendono parte ad un provino per il nuovo film di serie-b Thar, parodia del film Marvel Thor. La vincitrice della mini sfida è Elektra Shock.
- La sfida principale: le concorrenti devono presentare due outfit da sfoggiare sulla passerella. Il primo outfit deve essere un outfit color pelle semitrasparente, mentre il secondo deve essere ispirato dalla città d'origine delle concorrenti.

RuPaul dichiara Maxi, Etcetera, Anita e Kita salve, e lasciò le altre concorrenti sul palco per le critiche. Elektra Shock e Jojo Zaho sono le peggiori mentre Karen From Finance è la migliore della puntata.
- L'eliminazione: Elektra Shock e Jojo Zaho vengono chiamate a esibirsi con la canzone Tragedy dei Bee Gees. Elektra Shock si salva mentre Jojo Zaho viene eliminata dalla competizione.

### Episodio 2 -Snatch Game
Il secondo episodio si apre con le concorrenti che rientrano dopo l'eliminazione di Jojo, con Elektra contenta di avere una seconda possibilità per dimostrare ai giudici tutto il suo potenziale. Intanto ad Art non va giù l'idea di non essere stata nominata la migliore nonostante, a detta sua, aveva i migliori look durante la sfilata.
- La sfida principale: le concorrenti prendono parte alla sfida più attesa in ogni edizione dello show, lo Snatch Game. Michelle Visage e Rhys Nicholson sono i concorrenti del gioco. Le concorrenti devono scegliere una celebrità e impersonarla per l'intero gioco, con lo scopo di essere il più divertenti possibili. RuPaul ritorna nell'atelier per vedere quali personaggi sono stati scelti, inoltre, aiuta le concorrenti con vari consigli per dare il meglio nel gioco. Durante i preparativi della sfida, Art e Scarlet vogliono fare lo stesso personaggio, Bindi Irwin, ma alla fine dopo un confronto tra le due Scarlet decide di puntare su una scelta di riserva per evitare di avere due personaggi identici durante la sfida. Le celebrità scelte dalle concorrenti sono state:

| Concorrente        | Celebrità impersonata       |
| ------------------ | --------------------------- |
| Anita Wigl'it      | Elisabetta II               |
| Art Simone         | Bindi Irwin                 |
| Coco Jumbo         | Lizzo                       |
| Elektra Shock      | Catherine O'Hara            |
| Etcetera Etcetera  | Lindy Chamberlain-Creighton |
| Karen From Finance | Dolly Parton                |
| Kita Mean          | Dr. Seuss                   |
| Maxi Shield        | Magda Szubanski             |
| Scarlet Adams      | Jennifer Coolidge           |

Il tema della sfilata di questa puntata è Sea-Sickening, dove le concorrenti devono sfoggiare un abito che rappresentasse le profondità dell'oceano. Anita, Etcetera e Kita vengono dichiarate salve, e Anita Wigl'it viene dichiarata la migliore della puntata, mentre le altre concorrenti sono a rischio eliminazione. Art Simone e Coco Jumbo sono le peggiori della puntata.
- L'eliminazione: Art Simone e Coco Jumbo vengono chiamate a esibirsi con la canzone I'm That Bitch di RuPaul. Coco Jumbo si salva mentre Art Simone viene eliminata dalla competizione.

### Episodio 3 -Queens Down Under
Il terzo episodio si apre con le concorrenti che rientrano dopo l'eliminazione di Art, con Karen terribilmente dispiaciuta per l'uscita di una sua amica. Mentre le altre iniziano a sentire la tensione visto che, indifferentemente dalla popolarità al fuori dello show, si può essere subito eliminate.
- La mini sfida: le concorrenti devono simulare una salvataggio da bagnino facendo rimbalzare il proprio reggiseno a rallentatore, parodiando la serie tv Baywatch. Le vincitrici della mini sfida sono Scarlet Adams ed Elektra Shock.
- La sfida principale: le concorrenti vengono divisi in due gruppi e devono scrivere, produrre e coreografare un numero da girl group. Avendo vinto la mini sfida Scarlet e Elektra saranno i capitani e potranno decidere i componenti del loro gruppo. Scarlet sceglie per il suo gruppo Etcetera, Coco ed Anita mentre Elektra sceglie Karen, Kita e Maxi. Poco dopo, le concorrenti ricevono un video-messaggio da Leland e Troye Sivan, dove spendono tempo con le concorrenti dando loro consigli su come scrivere una strofa accattivante. Una volta scritto il pezzo, ogni gruppo va nella sala registrazione, dove Michelle Visage da loro consigli e aiuto per la registrazione del brano. Durante le registrazioni delle tracce Maxi e Coco hanno avuto dei problemi nel rendere le loro strofe accattivanti mentre Kita e Anita hanno ricevuto complimenti per le loro estensione vocale. Successivamente ogni gruppo raggiunge il palco principale per organizzare la coreografia, il gruppo di Scarlet ha avuto problemi sull'organizzazione della coreografia, mentre il gruppo di Elektra è molto preparato per l'esibizione.

| Concorrenti        | Nome Girl Group      | Brano della Performance                          |
| ------------------ | -------------------- | ------------------------------------------------ |
| Anita Wigl't       | Outback Fake-Hoes    | "Queens Down Under" (Outback Fake-Hoes Remix)    |
| Coco Jumbo         | Outback Fake-Hoes    | "Queens Down Under" (Outback Fake-Hoes Remix)    |
| Etcetera Etcetera  | Outback Fake-Hoes    | "Queens Down Under" (Outback Fake-Hoes Remix)    |
| Scarlet Adams      | Outback Fake-Hoes    | "Queens Down Under" (Outback Fake-Hoes Remix)    |
| Elektra Shock      | Three and a Half Men | "Queens Down Under" (Three and a Half Men Remix) |
| Karen From Finance | Three and a Half Men | "Queens Down Under" (Three and a Half Men Remix) |
| Kita Mean          | Three and a Half Men | "Queens Down Under" (Three and a Half Men Remix) |
| Maxi Shield        | Three and a Half Men | "Queens Down Under" (Three and a Half Men Remix) |

Il tema della sfilata di questa puntata è Bogan Prom Realness, dove le concorrenti devono sfoggiare un abito da ballo di fine anno in perfetto stile bogan. RuPaul dichiara Etcetera e Karen salve, e lasciò le altre concorrenti sul palco per le critiche. Coco Jumbo e Elektra Shock sono le peggiori mentre Scarlet Adams è la migliore della puntata.
- L'eliminazione: Coco Jumbo e Elektra Shock vengono chiamate a esibirsi con la canzone Shake Your Groove Thing dei Peaches & Herb. Elektra Shock si salva mentre Coco Jumbo viene eliminata dalla competizione.

### Episodio 4 -Rucycle
Il quarto episodio si apre con le concorrenti che rientrano dopo l'eliminazione di Coco, con Etcetera e Scarlet convinte che la prossima che sarà eliminata dalla competizione è Elektra, basandosi sulle critiche dei giudici. Ad Elektra non vanno giù le critiche e afferma che riuscirà ad avere la sua rivincita.
- La sfida principale: prima di dare inizio alla sfida, RuPaul annunciò anche una sorpresa speciale per le concorrenti. Si tratta di Art Simone che ritorna ufficialmente in gara. Per la sfida le concorrenti devono creare degli outfit ad alta moda, ma usando prodotti scadenti che sono stati buttati via poiché considerati inutili. RuPaul ritorna nell'atelier per dare consigli su come eccellere in una sfida di moda. Durante la creazione degli outfit ci furono alcuni problemi, come il fatto che Elektra ha dovuto creare un nuovo abito da zero sotto consiglio di RuPaul, o come i materiali scelti da Anita sono molto difficili da lavorare con la colla o con la macchina da cucire.

Giudice ospite delle puntata è Elz Carrad. RuPaul dichiara Kita e Elektra salve, e lasciò le altre concorrenti sul palco per le critiche. Karen From Finance e Anita Wigl'it sono le peggiori mentre Scarlet Adams è la migliore della puntata.
- L'eliminazione: Karen From Finance e Anita Wigl'it vengono chiamate a esibirsi con la canzone I Begin to Wonder di Dannii Minogue. Karen From Finance si salva mentre Anita Wigl'it viene eliminata dalla competizione.

### Episodio 5 -Yeast Spread
Il quinto episodio si apre con le concorrenti che rientrano dopo l'eliminazione di Anita, dove Kita è terribilmente dispiaciuta per l'esclusione di una sua cara amica, mentre ad Etcetera non vanno giù le critiche dei giudici affermando che alcune concorrenti sarebbero dovute essere al suo posto.
- La mini sfida: le concorrenti devono "leggersi" a vicenda, ovvero dire qualcosa di cattivo ma facendolo in modo scherzoso. La vincitrice della mini sfida è Art Simone.
- La sfida principale: le concorrenti devono ideare, realizzare e produrre uno spot commerciale per promuovere la propria crema spalmabile base di estratto di lievito. Successivamente le concorrenti raggiungono Michelle Visage e Suzanne Paul che aiuteranno a produrre gli spot nel ruolo di registe. Durante la registrazione degli spot, Karen, Art, Etcetera e Maxi hanno avuto dei problemi con l'organizzazione generale, mentre Scarlet, Kita ed Elektra hanno ricevuto complimenti per la loro creatività e per il loro fare comico.

| Concorrente        | Crema spalmabile realizzata |
| ------------------ | --------------------------- |
| Art Simone         | Yeasty Yank Extractor       |
| Elektra Shock      | Topped                      |
| Etcetera Etcetera  | Pissed                      |
| Karen From Finance | Discharge                   |
| Kita Mean          | Yeasty Nuts                 |
| Maxi Shield        | Hornbag                     |
| Scarlet Adams      | Snatch                      |

Giudice ospite delle puntata è Rena Owen. Il tema della sfilata di questa puntata è Finest Sheila in the Bush, dove le concorrenti devono sfoggiare un abito che rappresentasse la flora australiana-neozelandese. Dopo la sfilata e le critiche dei giudici, RuPaul dichiara che Maxi Shield e Etcetera Etcetera sono le peggiori mentre Elektra Shock è la migliore della puntata.
- L'eliminazione: Maxi Shield e Etcetera Etcetera vengono chiamate a esibirsi con la canzone Absolutely Everybody di Vanessa Amorosi. Maxi Shield si salva mentre Etcetera Etcetera viene eliminata dalla competizione.

### Episodio 6 -Family Resemblance
Il sesto episodio si apre con le concorrenti che rientrano dopo l'eliminazione di Etcetera, con Maxi rammaricata di aver eliminato la concorrente più giovane della competizione dopo aver usato tutti i suoi trucchi durante il playback. Intanto Karen si sente molto amareggiata visto il suo percorso in costante discesa.
- La mini sfida: le concorrenti, giocano ad un gioco di cultura generale sulla fauna oceanica, dove devono indovinare quali animali sono nascosti negli slip della Pit Crew. La vincitrice della mini sfida è Maxi Shield.
- La sfida principale: le concorrenti devono truccare e preparare alcuni uomini della New Zealand Falcons RFC, società di rugby neozelandese per uomini LGBT+. Avendo vinto la mini sfida, Maxi può formare le coppie. Durante la preparazione, le concorrenti e i giocatori di rugby si confrontano tra loro su diverse questioni, come ad esempio come i giocatori hanno avuto momenti complicati nelle loro carriere sportive a causa del loro orientamento sessuale e come le concorrenti devono costantemente dare il massimo per essere accettate nella società.

| Concorrente        | Giocatore di Rugby (Nome Reale) X | Giocatore di Rugby (Nome in Drag) Y |
| ------------------ | --------------------------------- | ----------------------------------- |
| Art Simone         | Jonah                             | Craft Simone                        |
| Elektra Shock      | Fara                              | Riri Action                         |
| Karen From Finance | Wolf                              | Debbie From Reception               |
| Kita Mean          | Carl                              | Feta Mean                           |
| Maxi Shield        | Dan                               | Cilla Wet                           |
| Scarlet Adams      | Brad                              | Sapphire Adams                      |

Dopo la sfilata e le critiche dei giudici, RuPaul dichiara che Maxi Shield e Scarlet Adams sono le peggiori mentre Kita Mean è la migliore della puntata.
- L'eliminazione: Maxi Shield e Scarlet Adams vengono chiamate a esibirsi con la canzone Better the Devil You Know di Kylie Minogue. Scarlet Adams si salva mentre Maxi Shield viene eliminata dalla competizione.

### Episodio 7 -Talent Extravaganza
Il settimo episodio si apre con le concorrenti che rientrano dopo l'eliminazione di Maxi, dove Kita è al settimo cielo per aver vinto la sfida a cui teneva di più, mentre Art è molto amareggiata poiché è l'unica concorrente rimasta in gara a non avere ottenuto ancora una vittoria.
- La sfida principale: le concorrenti prendono parte ad una gara di talenti, esibendosi davanti ai giudici. Avendo vinto la puntata precedente Kita decide l'ordine d'esibizione che è: Karen, Art, Kita, Scarlet ed Elektra. Scarlet non è molto contenta della scaletta poiché è stata la prima a chiedere di essere l'ultima ad esibirsi, ma Kita ha giustificato la sua scelta spiegando che Elektra voleva chiudere lo spettacolo a tutti i costi. Quando RuPaul ritorna nell'atelier per vedere i preparativi della sfida, insieme a lui c'è anche Raven, concorrente della seconda edizione statunitense e della prima edizione All Stars, che dà alle concorrenti consigli su come dare il massimo per mostrare il proprio talento. Le concorrenti decidono di esibirsi nelle seguenti categorie:

| Concorrente        | Talento dell'esibizione |
| ------------------ | ----------------------- |
| Karen From Finance | Sculture di palloncini  |
| Art Simone         | Degustazione comica     |
| Kita Mean          | Quick-change            |
| Scarlet Adams      | Pole dance              |
| Elektra Shock      | Danza                   |

Il tema della sfilata di questa puntata è How's Your Head Piece?, dove le concorrenti devono sfoggiare un abito con un copricapo. Durante i giudizi viene chiesto alle concorrenti, chi secondo loro merita di essere eliminata. Dopo la sfilata e le critiche dei giudici, RuPaul dichiara Kita Mean ed Elektra Shock le peggiori della puntata, mentre Scarlet Adams è la migliore della puntata ed accede alla finale, Karen From Finance ed Art Simone si salvano ed accedono alla finale.
- L'eliminazione: Kita Mean e Elektra Shock vengono chiamate a esibirsi con la canzone Untouched delle The Veronicas. Kita Mean si salva e accede alla finale mentre Elektra Shock viene eliminata dalla competizione.

### Episodio 8 -Down Under Grand Finale
L'ottavo ed ultimo episodio di quest'edizione si apre con le concorrenti che ritornano nell'atelier dopo l'eliminazione di Elektra, dove si discute su chi riuscirà a vincere quest'edizione e su chi sarà la prima Drag Superstar oceanica.
Per l'ultima prova, prima di incoronare la vincitrice di quest'edizione, le concorrenti devono comporre un pezzo, cantare ed esibirsi sulla canzone di RuPaul, I'm a Winner, Baby e poi dovranno prendere parte ad un podcast con RuPaul e Michelle Visage.
Per la coreografia, le concorrenti hanno come istruttore Lance Savali. Durante la prova per la coreografia, Kita ha avuto dei problemi con i passi della coreografia di gruppo, mentre Art e Karen hanno problemi con la coreografia da solista. Nel frattempo uno ad uno le concorrenti prendono parte al podcast, dove RuPaul e Michelle Visage fanno domande sulla loro esperienza in questa edizione di RuPaul's Drag Race Down Under.
I giudici della puntata sono: RuPaul, Michelle Visage e Rhys Nicholson. Il tema della sfilata è Best Drag, dove le concorrenti devono sfilare con il loro abito migliore.
Durante i giudizi, RuPaul chiede ad ogni concorrente il motivo per cui debba essere scelta proprio lei come vincitrice. Dopo le critiche, RuPaul comunica che tutte le finaliste hanno rubato la scena e che si affronteranno insieme per la sfida finale. Art Simone, Karen From Finance, Kita Mean e Scarlet Adams si esibiscono in playback sulla canzone Physical di Olivia Newton-John. Dopo l'esibizione, RuPaul dichiara Kita Mean vincitrice della prima edizione di RuPaul's Drag Race Down Under.